# DocuWorks
DocuWorks（ドキュワークス）は、富士フイルムビジネスイノベーション（旧富士ゼロックス）社製の、電子文書と電子化した紙文書を一元管理するオフィス向けドキュメント・ハンドリング・ソフトウェアである。

## 概要
DocuWorksは、文書生成や、文書の束ね・ばらし・書き込み・付箋などの編集、文書へのセキュリティ付与（電子署名、暗号化）などを行うソフトウェア。作成されるデータの拡張子は、XDW(DocuWorks文書)とXBD(DocuWorksバインダー)、XCT(DocuWorks入れ物)である。
Microsoft Word、Excel、PowerPointなどのアプリケーションの種類を超えて一元管理できる。PDFをはじめさまざまなフォーマットに対応しており、Docuworks 7.3以降同梱の「DocuWorks PDF Creator」 をすることでPDFの作成も可能である。Adobe Acrobatに比べ紙を扱う感覚で操作できるとされる点や、作成したデータのファイルの動作が軽いとされることが特徴。PDFの束ねやばらしもできる。
2005年2月3日にDocuWorks 6.0を発売。
2008年12月1日にDocuWorks 7.0(日本語版)を発売。
2009年3月にDocuWorks 6.0/6.1/6.2の販売を終了。
2013年8月5日にDocuWorks 8(日本語版)を発売。64bit版Windows および Windows 8.1 にも対応している。閲覧・印刷のみ機能する、DocuWorks Viewer Lightが無償で提供されている。有償版にある一覧表示といった機能はなく、多くの機能が制限される。
2013年9月にDocuWorks 7.0/7.1/7.2/7.3の販売を終了。
2013年11月4日にDocuWorks 6.0/6.1/6.2のサポート終了。
2018年1月17日にDocuWorks 9を発売。新機能としてタスク管理がしやすい「お仕事スペース」が追加された。
2019年3月31日にDocuWorks 7.0/7.1/7.2/7.3のサポート終了。
2021年2月には、日本国内外でこれまで累計770万ライセンスが販売されていると発表している。
2021年4月1日に富士ゼロックスから富士フイルムビジネスイノベーションに社名変更すると共に、DocuWorks 9の販売を終了しDocuWorks 9.1を発売。
2024年3月31日にDocuWorks 8のサポート終了。
2025年3月31日にDocuWorks 9のサポート終了。
2025年4月14日にDocuWorks 10を発売。
オフィス文書やスキャン文書をDocuWorks Deskに取り込む際、PDF形式に変換して取り込める機能が追加された。